# Zlín Z-22
Zlín Z-22 Junák (Pfadfinder) ist die Bezeichnung eines tschechoslowakischen Schulflugzeuges. Es war die erste Eigenkonstruktion der ČSR-Flugzeugindustrie, die nach dem Zweiten Weltkrieg in Serie gebaut wurde und flog teilweise noch bis 1970.

## Geschichte
Konstruiert wurde sie von Karel Tomaš, der sich beim Entwurf an der Zlín 381 orientierte, die wiederum auf der deutschen Bücker Bü 181 basierte, die während des Krieges im Zlín-Betriebszweig Otrokovice als Zlín 181 gebaut worden war. Anders als beim Ausgangsmuster platzierte man die beiden Pilotensitze nicht hinter-, sondern nebeneinander. Konstruktiv war die Z-22 ein freitragender Tiefdecker aus Holz in Halbschalenbauweise. Die Vorderkanten der Tragflächen waren leicht gepfeilt. Das Fahrwerk mit 2,08 m Spurbreite war starr und hatte ein Heckrad. Die Pilotenkabine war relativ hoch angeordnet und bot eine ausgezeichnete Rundumsicht.
Der Erstflug des Prototyps erfolgte am 17. September 1946. Dessen Percy-III-Motor leistete 43 kW (57 PS) und wurde bei den ersten 31 Serienexemplaren beibehalten. Nachdem erst von den inländischen Fliegerklubs, später auch von ausländischen Interessenten viele Anfragen und Aufträge ergingen, wurde die Produktion in das Kunovicer Let-Werk verlagert, wo eine zweite Serie von 170 Flugzeugen mit einem Praga-D-Triebwerk und der Bezeichnung Z-22D gebaut wurde. Zlín exportierte das Flugzeug unter anderem nach Rumänien und Belgien. Insgesamt wurden bis 1950 etwa 200 Junáks gebaut.
Neben der normalen Ausführung existierte noch der Dreisitzer Z-22M mit einem Walter Minor-4-III-Motor mit 78 kW (105 PS) sowie der nur als Prototyp (zwei Stück) gebaute Viersitzer Z-122 mit einem Toma-4-Antrieb mit 78 kW (105 PS). Eine Version mit Einziehfahrwerk (Z-222) wurde nicht realisiert.

## Nutzer
Tschechoslowakei

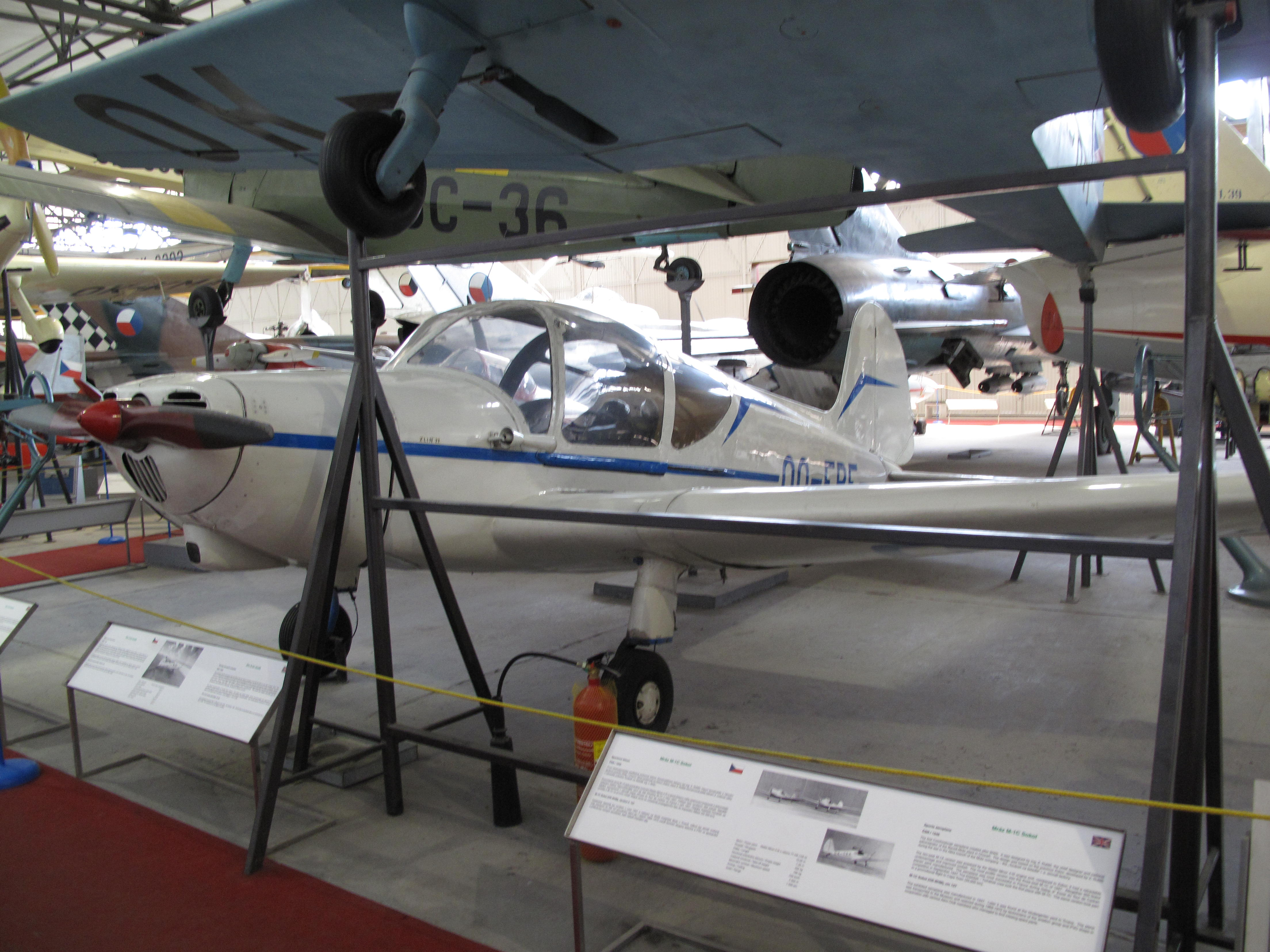
Diese Z-22 flog bis 1970 in Belgien und steht heute im Luftfahrtmuseum Kbely

- Tschechoslowakische Luftstreitkräfte

 Rumänien

## Technische Daten
| Kenngrößen            | Daten                                           |
| --------------------- | ----------------------------------------------- |
| Besatzung             | 2 (Fluglehrer / Flugschüler)                    |
| Länge                 | 7,25 m                                          |
| Spannweite            | 10,60 m                                         |
| Höhe                  | 1,96 m                                          |
| Flügelfläche          | 14,65 m²                                        |
| Flügelstreckung       | 7,7                                             |
| Rüstmasse             | 365 kg                                          |
| Zuladung              | 215 kg                                          |
| Startmasse            | 580 kg                                          |
| Flächenbelastung      | 39,6 kg/m²                                      |
| Antrieb               | ein luftgekühlter 4-Zylinder-Boxermotor Praga D |
| Leistung              | 75 PS (55 kW)                                   |
| Höchstgeschwindigkeit | 176 km/h                                        |
| Reisegeschwindigkeit  | 155 km/h                                        |
| Landegeschwindigkeit  | 55 km/h                                         |
| Steiggeschwindigkeit  | 3,3 m/s                                         |
| Dienstgipfelhöhe      | 4200 m                                          |
| Reichweite            | 500 km                                          |
| Startstrecke          | 120 m                                           |
| Landestrecke          | 100 m                                           |